# Elektriciteitscentrale Gelderland
De Elektriciteitscentrale Gelderland was een kolen-/biomassa-gestookte elektriciteitscentrale in de Nederlandse stad Nijmegen. De centrale is eigendom van de Franse multinational Engie, voor 2012 Electrabel. Het productievermogen bedroeg 585 MW. Het bedrijf staat sinds 1936 aan de monding van het Maas-Waalkanaal; de centrale in de huidige vorm is geopend in 1982. In de nacht van zondag 20 op maandag 21 december 2015 is de Elektriciteitscentrale Gelderland buiten bedrijf gesteld.

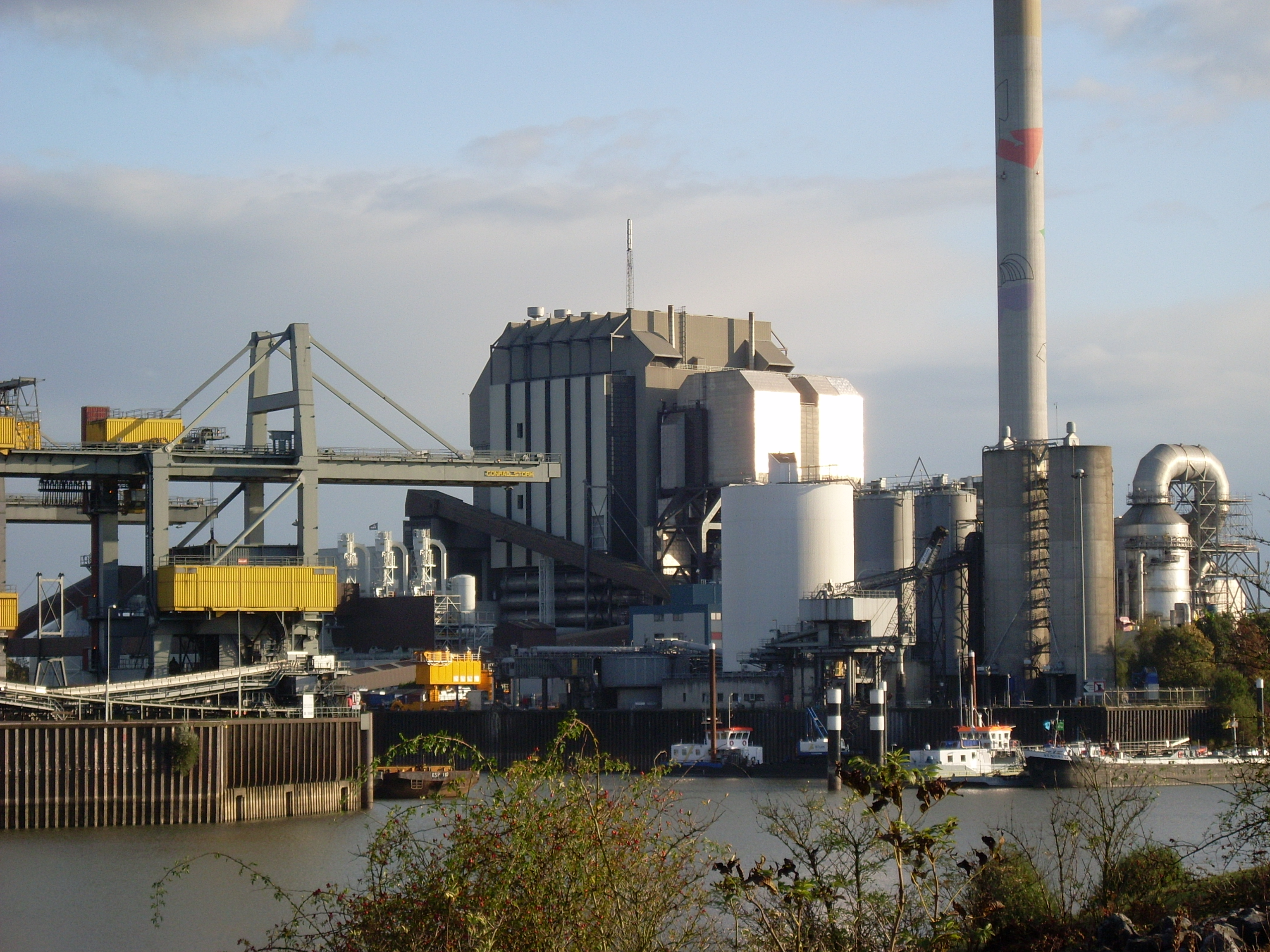
Elektriciteitscentrale Gelderland gezien vanuit Weurt

## Milieu-innovaties
De centrale was de eerste centrale in Nederland met een rookgasontzwavelingsinstallatie. Deze installatie zorgde voor een reductie van de uitstoot van zwavel van 85 à 90 procent. In 1989 werd een zogenaamde LowNOx-branderinstallatie in gebruik genomen om de vorming van stikstofoxiden met ongeveer 50 procent te reduceren.
In 1994 werd tevens een zogenaamde DeNox-installatie opgeleverd. Hierin werd met behulp van een katalysator nog eens 80 procent van de stikstofoxiden afgevangen. Grote "stofvangers", elektrostatische filters, haalden daarnaast ongeveer 99,9% van de vliegasdeeltjes uit de rookgassen voordat deze via de schoorsteen de centrale verlaten.

## CO2en elektriciteit

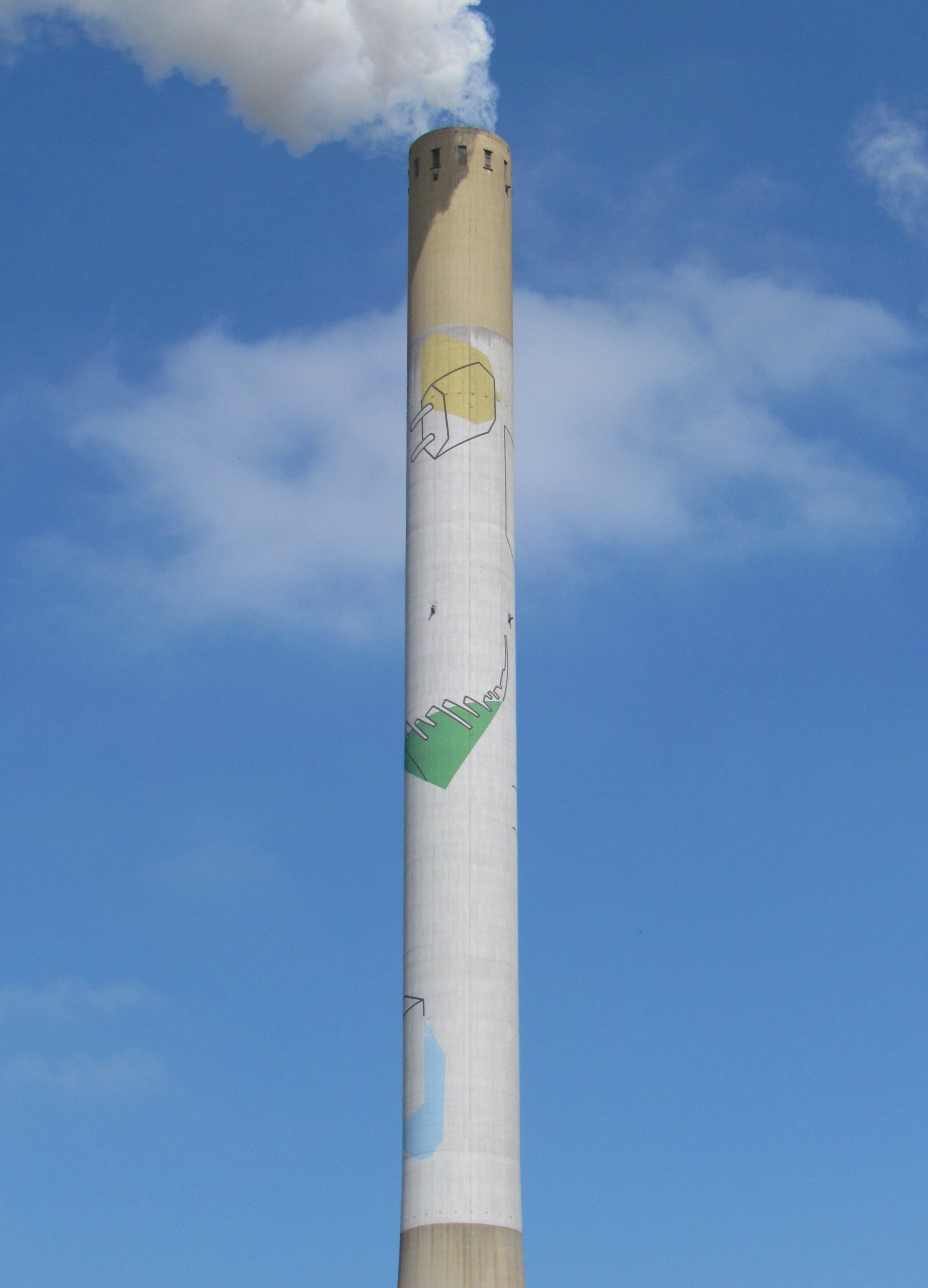
Kunst op de schoorsteen

De gerapporteerde CO2-productie per eenheid elektriciteitsproductie (de CO2-intensiteit) hoorde bij de hoogste van Nederland. Dit kwam doordat de centrale gestookt werd op kolen en door de uitgebreide milieu-voorzieningen. De centrale werd ook bijgestookt met biomassa; het is gebruikelijk de CO2 die hiervan afkomstig is niet mee te rekenen.

## Kunst op schoorsteen
In 2006 zijn op de schoorsteen schilderingen aangebracht door de Nijmeegse kunstenares Corrie Kuijs. Het betreft vijf symbolen ('Ketelinstallatie', 'Generator', 'DeNox-installatie', 'Varen' en 'Stekker'), die staan voor de opwekking van elektriciteit en voor de schaduwzijde van het energieverbruik, namelijk de uitputting van fossiele brandstoffen zoals aardgas en steenkool.

## Explosie

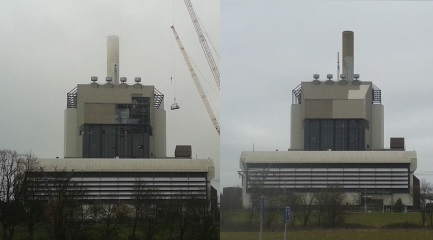
De centrale kort na het klappen van de stoomleiding (links) en enige tijd later (rechts).

Op 8 november 2012 klapte een stoomleiding in de centrale. Er ontsnapte hete stoom onder hoge druk, waardoor in de omgeving een hard geluid te horen was. Door de druk werd een deel van de gevel weggeslagen. De leiding bleek later niet goed gefabriceerd te zijn. Er vielen geen slachtoffers.

## Sloop
In december 2017 werd begonnen met de sloop van de centrale. Deze had tot in 2020 moeten duren, maar werd stilgelegd na een ongeval in november 2019, dat aan een medewerker van sloopbedrijf Schotte het leven kostte. In januari 2020 maakte ENGIE bekend dat er sinds ver voor het ongeval een verschil van mening bestond tussen ENGIE en Schotte over de werkwijze en planning van de sloop. De samenwerking met Schotte werd beëindigd, waardoor het energiebedrijf naar een ander sloopbedrijf moet uitzien. Op 5 maart 2022 werd de 155 meter hoge schoorsteen door middel van explosieven gesloopt. Na enkele keren uitgesteld te zijn, werden op 7 oktober 2022 om 10:30 het ketelhuis en de machinezaal door middel van explosieven gesloopt.